# Алі Масімов
Алі Ахмед огли Масімов (3 січня 1953 , Шекі ) — азербайджанський політичний діяч, виконував обов'язки Прем'єр-міністра Азербайджану у період з 5 лютого 1993 до 28 квітня 1993 року. Представник партії Народний фронт Азербайджану.

## Біографія
Масімов народився 3 січня 1953 року у Шекі. Після закінчення середньої школи у 1970 році він вступив до Азербайджанського державного економічного університету. Здобувши ступінь у галузі економіки, Масімова 1975 року було зараховано до докторантури при Інституті економіки Національної Академії наук.
У 1975—1976 роках проходив службу у Радянській Армії у Казахстані. Після служби Масімов продовжив свою докторантуру у Баку, потім в Академии наук СРСР у Москві у 1979-1980 роках.
Починаючи з грудня 1991 до 1993 року, Масімов займав різні високі пости в уряді незалежної Азербайджанської Республіки. Віг був директором Департаменту з координації економічної політики держави в Апараті Президента, головою комітету з іноземних інвестицій, головою Держкомітету економічного планування й міністром економічного розвитку. З 5 лютого до 28 квітня 1993 року Масімов виконував обов'язки Прем'єр-міністра Азербайджану. Він є автором азербайджанської економічної реформи. Він також заклав основи економічної незалежності Азербайджану, розробив реформи сільського господарства.
Масімов заснував Фонд допомоги біженцям у 1993 році. Масімов є автором близько 1200 наукових публікацій, що видаються у Німеччині, Швеції, Росії й Туреччині.
За результатами парламентських виборів 2005 року Масімова було обрано до Національних зборів Азербайджану (33,97 %). Нині він — член опозиційного альянсу «YeS (Нова політика)». Також він є членом постійної парламентської комісії з економічних питань.